# Vurolevu
Vurolevu (auch: Vuro Island) ist eine Insel der Kadavu-Gruppe in Fidschi.

## Geographie
Vurolevu liegt als Verlängerung einer Landzunge von Ono auf halber Strecke nach Buliya im Nordosten der Hauptinsel Kadavu.
Die Insel besteht nur aus einem schmalen Motu und läuft nach Norden spitz in den Savusavuivuro Point aus. Im Westen liegt Yabu Island, im Osten einige Einzel-Riffe (Yamotukeidau Reef, Naikawakawa Reef), bevor sich das Great Astrolabe Reef im Osten erstreckt. Im direkten Umkreis der Insel liegen die Felseneilande Vatudenika Rocks und Vurosewa Island.